# Воронцовская система пещер
Воронцо́вская систе́ма пеще́р — система пещер, расположенная на Воронцовском хребте в Хостинском районе города Сочи Краснодарского края в России. Воронцовская система объединяет считавшиеся раньше самостоятельными Воронцовскую пещеры, Лабиринтовую, Кабаний провал и Долгую, соединённые между собой сифонами.

## Описание
Воронцовская система пещер является самой протяжённой карстовой полостью в Краснодарском крае и занимает 6-е место в классификации длиннейших пещер России. Длина системы пещер составляет 11720 м, а перепады высот — 240 м.
Система пещер имеет 14 входов, располагающихся в бортах долины рек Восточная Хоста, Кудепсты и Псахо на высоте 419—720 м над уровнем моря. Внутри имеется большое число ответвлений, тупиков, залов и гротов.
В пещерах широко развиты водные механические (галька, полуокатанная щебёнка, песок, глина), а в некоторых залах пещер — и натечные отложения (сталактиты, сталагмиты, колонны и гуры).
Пещерная система выработана в известняках верхнего мела, имеющего мощность 45 м. Очень четко прослеживается связь ходов с разломами северо-западного и северо-восточного направлений.
В пещерах обнаружены стоянки древнего человека, а также найдены кости пещерного медведя. В ближней части пещеры известны многочисленные археологические находки позднего палеолита, позднего неолита и энеолита.

### Воронцовская пещера
Воронцовская пещера включает в себя Южный, Северный, Ленинградский и Разгрузочный районы. Южный район представляет цепь залов, имеющих выходы на поверхность. Из самого нижнего зала вытекает река Кудепста, образуя водопад. Северный район включает ход Жилина переменного сечения с большим количеством травертиновых образований. Ленинградский район представляет несколько узких ходов, заканчивающихся в районе Пещерного лога глыбовыми завалами и два сравнительно крупных зала, богатых травертиновыми каскадами. Разгрузочный район представляет несколько узких галерей и напорных ходов овального сечения.

### Пещера Лабиринтовая
В пещере распространены узкие высокие галереи высотой до 15 м., в которых, как правило, имеется водоток. К ним относятся Главная галерея, ход Глинистый, большая часть Октябрьского района, образованные по зонам разломов северо-восточного и северо-западного простирания и хорошо размытых водой. Вода из Лабиринтовой пещеры выходит в воклюзе р.Хосты. В северной части пещеры пластово-обвальные залы.

### Пещера Кабаний провал
Пещера состоит из входной 40-метровой шахты и горизонтальной части с ручьём, втекающим через сифон в пещеру Лабиринтовую.
Входное отверстие шахты расположено в Предпещерном логу и представляет воронку диаметром 1м.
Глубина шахты 43 м. Горизонтальная часть пещеры, открытая в 1971 г., включает в себя Основной ход, Большой тупик (в 2001 г. соединен с п.Кабаний провал, назван "Ход сочинских спасателей")и несколько крупных обвальных залов и тупиковых ответвлений, начинающихся
залами-колодцами и примыкающих к Основному ходу. На участках,где основной ход идёт по Предпещерным и Пещерным логам,наблюдаются глыбовые завалы. В пещере встречаются многометровые конические сталагмиты,сталагнаты,на стенах--"лунное молоко".
Названа так из-за найденного на дне скелета кабана.

### Пещера Долгая
Пещера-понор Долгая (длина 1476, глубина 90 м) является верхней частью системы, представляет собой вытянутую, на северо-запад наклонную, довольно узкую галерею, подземный водоток которой образует несколько полусифонов. Она сообщается непроходимыми щелями с одним из притоков вскрытой пещеры Кабаний провал.

## История исследования
Нижняя часть пещер известна местным жителям с конца XIX в. В 1942 году из-за приближения к городу немецко-фашистских захватчиков в пещерной системе были спрятаны большинство артефактов, хранившихся в Сочинском музее краеведения.
В 1946—1948 гг пещеру исследовал А. А. Ломаев, в 1956—1961 гг — Адлерская станция Лаборатории гидрогеологических проблем АН СССР (ныне АКЛ, руководитель Н. И. Соколов). Было доказано наличие связи между Воронцовской и Очажной пещерами (Ю. К. Каминский, В. Л. Соловьёв, Л. М. Кузьменко и другие). Открыт проход в дальнюю часть Воронцовской пещеры (Л. М. Кузьменко), преодолен сифон Лабиринтовой пещеры (московские спелеологи, руководитель В. В. Илюхин).
В 1968—1975 гг район Воронцовской пещеры длительно исследовали спелеологи Ленинградского горного института (руководитель В. Б. Кимбер, М. А. Котцов, Д. Н. Куклин, Ю. С. Ляхницкий, Д. Э. Репин, В. Л. Федоров и другие).
В 1981 году исследован новый участок в районе «Грота Очажный» (Ю. С. Ляхницкий, В. А. Исаев). Пещера рекомендуется для экскурсионного освоения.
В результате исследований 1999—2002 гг была уточнена схема циркуляции воздушных потоков, на основе чего дана количественная оценка образования конденсационной воды.

## Экскурсионный объект
Официальное экскурсионное освоение начато с 2000 года ООО «Воронцовские пещеры». В настоящее время по пещере проложен экскурсионный маршрут.